# Springburn
Springburn (Schots-Gaelisch: Allt an Fhuairainn) is een stadswijk in het noorden van de Schotse stad Glasgow. 
Springburn ontwikkelde zich vanuit een gehucht in het begin van de negentiende eeuw. Aanvankelijk lag het buiten de grens van Glasgow, in 1872 werd het opgeslokt door de stad Glasgow. 
Na de aanleg van spoorlijnen en Station Springburn in de 19e eeuw werd het dorp een parochie. De Garnkirk en Glasgow Railway werd opgericht in 1831, de verbinding Glasgow-Edinburgh kwam in 1842 tot stand. De economische ontwikkeling van het gebied heeft haar oorsprong in de fabricage van locomotieven. 
De geschiedenis van Springburn wordt getoond in het Springburn Museum. 